# Essises
Essises település Franciaországban, Aisne megyében. Lakosainak száma 412 fő (2022. január 1.). Essises La Chapelle-sur-Chézy, Chézy-sur-Marne, Montfaucon és Nesles-la-Montagne községekkel határos.

## Népesség
A település népességének változása:
| Lakosok száma | 203  | 239  | 325  | 420  | 434  | 428  | 417  | 411  | 413  | 412  |
|               | 1968 | 1982 | 1990 | 2006 | 2013 | 2015 | 2017 | 2019 | 2020 | 2022 |